# Summer World University Games 2025/Teilnehmer (Chile)
| Gelbes Symbol für Goldmedaillen mit stilisierten Olympischen Ringen | Graues Symbol für Silbermedaillen mit stilisierten Olympischen Ringen | Braundes Symbol für Bronzemedaillen mit stilisierten Olympischen Ringen |
| ------------------------------------------------------------------- | --------------------------------------------------------------------- | ----------------------------------------------------------------------- |
| —                                                                   | —                                                                     | —                                                                       |

Chile nahm an den Summer World University Games 2025 vom 16. bis zum 27. Juli mit 118 Athleten (61 Männer und 57 Frauen) teil.

## Teilnehmer nach Sportarten

### Basketball

#### Basketball
| Männer - Michael Rivera - Benjamín Jorquera - Carlos Villagrán - Agustin Moraga - Benjamín Vander Stell - Renato Figueroa - Nicolas Vargas - Juan Alvarado - Lukas Retamal - Benjamin Aguilera - Sebastián Pereira - Lino Saez | Frauen - Thiare García - Martina Pereira - Catalina Valenzuela - Aliosha Hernández - Renata Díaz - Florencia Barahona - Martina Cabrera - Sofía Leichtle - Estefanía Astudillo - Amaya Véliz - Pía Henríquez - Jovanka Ljubetić |

#### 3×3-Basketball
| Männer - Lucas Márquez - Cristóbal Ordóñez - Mauricio Serrano - Alfredo Waugh | Frauen - Antonia Andaur - Javiera Campos - Paloma Martínez - Leyla Olivares |

### Beachvolleyball
| Männer - Martín Iglesias / Ignacio Negrete | Frauen - Danae Robert / Marcela Robert |

### Judo
| Männer - Felipe Pérez - Reinaldo Cáceres | Frauen - Antonia Valenzuela - Kacidy Barra |

### Leichtathletik
| Männer - Santiago Vial - Juan Gelmi - Nicolás Numair | Frauen - Anaís Hernández - Javiera Moraga - Antonia Ramírez - Belén Ituarte - Matilde Ruiz - Andrea Jara - María Vial - Mónica Montero - Javiera Contreras - Mariela Pérez |

### Schwimmen
| Männer - Elías Ardiles - Patricio Bobadilla | Frauen - Trinidad Ardiles - Fernanda Reyes - Florencia Orpis - Antonia Cubillos - Catalina Bustamante |

### Taekwondo
Männer
- Gastón Vásquez

### Tennis
| Männer - Diego Caracci - Sebastián Defilippis - Agustín Yáñez - Renato Cabello | Frauen - Javiera Lozano - Constanza Millas |

### Tischtennis
| Männer - Lucas Llantén - Claudio Lonconado - Nicolás Araya - Pablo Luengo | Frauen - Isidora Olivares - Catalina Muñoz - Claudia Infante - Darling Fuentes |

### Turnen

#### Gerätturnen
| Männer - Pablo Figueroa - Josué Armijo | Frauen - Tamara Ampuero - Sofía Casella |

#### Rhythmische Sportgymnastik
Frauen
- Antonia Herrera
- Montserrat Urrutia

### Volleyball
| Männer - Francisco Navarrete - Leonardo Menéndez - Ignacio Méndez - Rafael Fuentes - Jorge Orrego - Américo Gutiérrez - Vicente Ruiz - Roberto Valenzuela - Erick Acevedo - Franco Díaz - Alessandro Vallebuona - Lucas Lavín | Frauen - Josefina Carvajal - Antonia Espinoza - Florencia Espinoza - Camila Falcón - Beatriz González - María Larraguibel - Valentina Núñez - Josefa Pérez-Acle - Valentina Pérez - Amanda Recart - Paula Salinas - Elisa Sandrock |

### Wasserball
Männer
- Franco Massoni
- Felipe Coo
- Bruno Reginato
- Franco Vera
- Julián Polidura
- Felipe Mella
- Claudio Reginato
- Vincente Montabone
- Mario Krstulovic
- Benjamín Harboe
- Doménico Ferrari
- Vicente Miqueles
- Manuel Reamales